# 澜沧江姬鼠
澜沧江姬鼠（学名：Apodemus ilex），一种分布于中国云南的小型哺乳动物，隶属于鼠科姬鼠属。本种长期以来常被认为是中华姬鼠（Apodemus draco）的同物异名，基于线粒体Cyt b 的研究证明,该类群与中华姬鼠的遗传距离达到了种间水平，分子系统发育研究研究结果显示，澜沧江姬鼠和中华姬鼠是位于姬鼠属的分支末端的两个姐妹种，两种大约在上新世末期225万年前开始独立分化。